# 第52屆威尼斯影展
第52届威尼斯影展於1995年8月30日至9月9日舉辦。

## 評審團
以下人物組成1995年評審團：
- 豪尔赫·森普伦：作家、編劇。（評審團主席）
- 吉列爾莫·畢拉吉（英语：Guglielmo Biraghi）：影評、影展總監。
- 尚-皮耶·居內：導演。
- 阿巴斯·奇亞羅斯塔米：導演、編劇、製作人。
- 瑪格麗特·馮·卓塔：導演、編劇、演員。
- 馬利歐·馬爾多那：導演。
- 彼得·萊納：影評人。
- 莫·羅斯曼（英语：Moses Rothman）：電影製片廠高階主管。

## 官方單元

### 正式競賽
| 中文片名                     | 官方片名                      | 導演                                     | 製作國家      |
| ---------------------------- | ----------------------------- | ---------------------------------------- | ------------- |
| 《心电》                     | Kardiogramma                  | 達赫讓·奧米爾巴耶夫                      |               |
| 《儀式》                     | La Cérémonie                  | 克勞德·夏布洛                            | 法國、 德国   |
| 《黑街追緝令》               | Clockers                      | 史派克·李                                | 美国          |
| 《72小時魔鬼追殺令》         | The Crossing Guard            | 西恩·潘                                  | 美国          |
| 《三輪車伕》                 | Xich lo                       | 陳英雄                                   | 法國、 越南   |
| 《變態殺人狂》               | Der Totmacher                 | 羅穆阿德·卡馬克                          | 德国          |
| 《絕色追緝令》               | De Vliegende Hollander        | 喬斯·史泰林                              | 尼日尔        |
| 《上帝的喜剧》               | A Comédia de Deus             | 朱奧·西薩·蒙岱羅                         | 葡萄牙        |
| 《出殡也疯狂》               | Guantanamera                  | 托马斯·古铁雷兹·阿莱, 胡安·卡洛斯·塔维奥 | 古巴          |
| 《演艺事业》                 | In the Bleak Midwinter        | 簡尼夫·班納                              | 英国          |
| 《幻之光》                   | Maboroshi no hikari           | 是枝裕和                                 | 日本          |
| 《锁住的天空》               | Nothing Personal              | 薩杜斯·奧利沙文                          | 爱尔兰、 英国 |
| 《贫穷年轻人的小说》         | Romanzo di un giovane povero  | 埃托爾·斯科拉                            | 義大利        |
| 《匿名情书》                 | Sin remitente                 | 卡洛斯·卡雷拉                            | 墨西哥        |
| 《新天堂星探》               | L'Uomo delle stelle           | 朱賽貝·托納多雷                          | 義大利        |
| 《帕索里尼，一桩意大利犯罪》 | Pasolini, un delitto italiano | 馬可·圖利歐·吉歐達納                     | 義大利、 法國 |

## 獎項

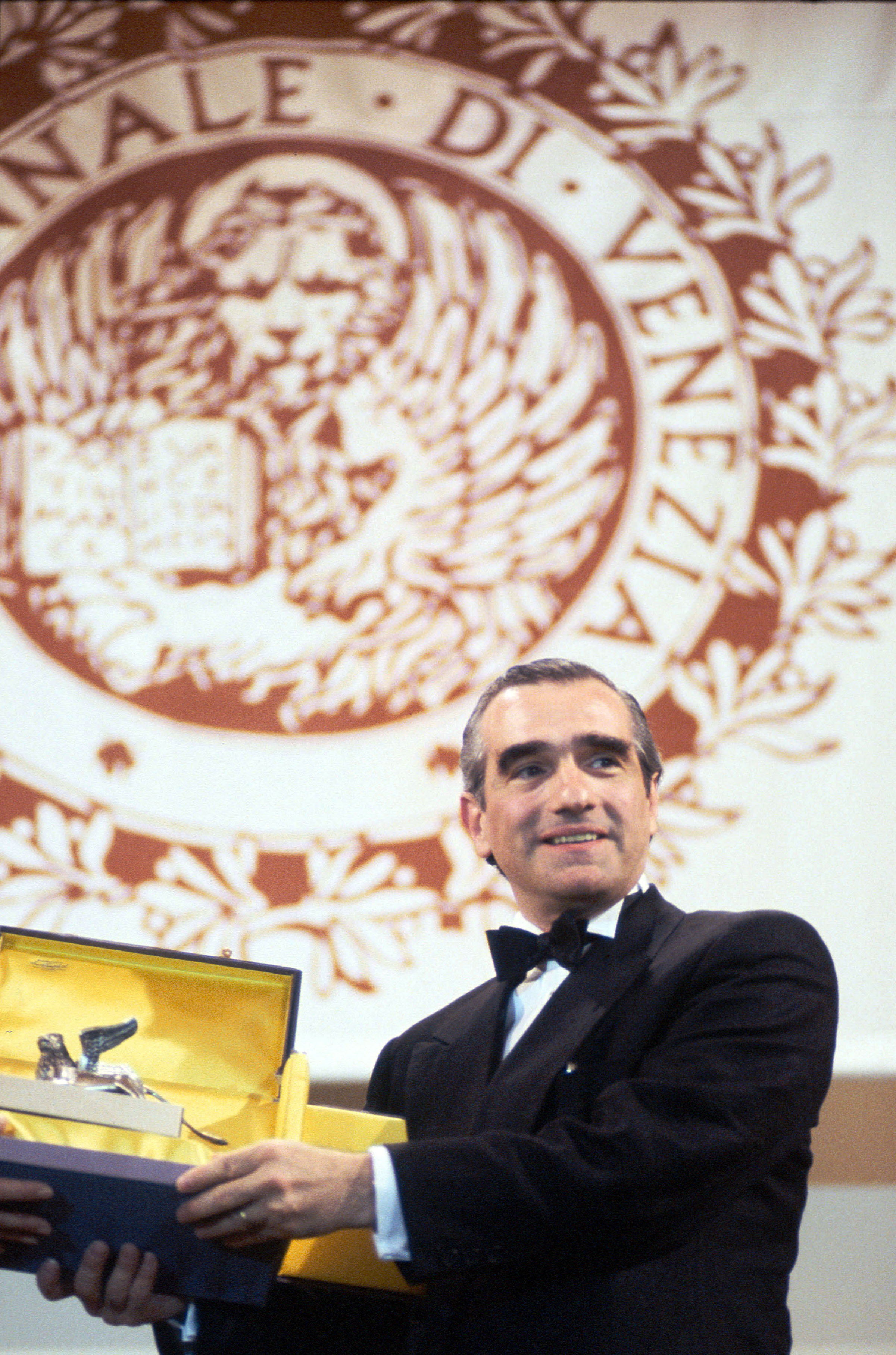
马丁·斯科塞斯在第52屆威尼斯影展職業金獅獎

- 金獅獎：
  - 陳英雄 《三輪車伕（英语：Cyclo (film)）》
- 評審團大獎：
  - 朱奧·西薩·蒙岱羅 《上帝的喜剧（英语：God's Comedy）》
  - 朱賽貝·托納多雷 《新天堂星探（英语：The Star Maker (1995 film)）》
- 金奧塞拉獎：
  - 最佳導演：簡尼夫·班納 《演艺事业（英语：In the Bleak Midwinter (film)）》
  - 最佳攝影：中堀正夫（英语：Masao Nakabori） 《幻之光》
  - 最佳導演：阿博法茲勒·賈利利（英语：Abolfazl Jalili） 《瘫痪女孩》
- 沃爾庇杯：
  - 最佳男演員：高茲·喬治（英语：Götz George） 《變態殺人狂（英语：Deathmaker）》
  - 最佳女演員：桑德琳·波奈兒與伊莎貝·雨蓓 《儀式》
  - 最佳配角：伊恩·哈特 《锁住的天空（英语：Nothing Personal (1995 film)）》
  - 最佳配角：伊莎貝拉·法雷利 《贫穷年轻人的小说》
- 義大利參議員主席金獎：
  - 馬可·圖利歐·吉歐達納（英语：Marco Tullio Giordana） 《帕索里尼，一桩意大利犯罪（英语：Who Killed Pasolini?）》
- 職業金獅獎：
  - 伍迪·艾伦
  - 亞倫·雷奈
  - 马丁·斯科塞斯
  - 恩尼奥·莫里科内
  - 亞柏托·索帝
  - 莫妮卡·維蒂
  - 戈弗雷多·隆巴多（英语：Goffredo Lombardo）
  - 朱塞佩·迪·聖提斯（英语：Giuseppe De Santis）
- 費比西獎：
  - 陳英雄 《三輪車伕（英语：Cyclo (film)）》
  - 米开朗基罗·安东尼奥尼與溫·韋德斯 《在雲端上的情與慾》
- OCIC榮譽獎
  - 是枝裕和 《幻之光》

## 外部鏈接
- 官方网站
- IMDb1995年威尼斯影展獎 （页面存档备份，存于）